# 필리프 그루바워
필리프 그루바워(독일어: Philipp Grubauer, 1991년 11월 25일 ~ )는 독일의 아이스하키 선수로 포지션은 골텐더이다. 현재 내셔널 하키 리그(NHL)의 시애틀 크라켄 소속으로 뛰고 있다.
고향의 아이스하키팀인 스타불스 로젠하임 유소년팀에서 선수 생활을 시작했으며, 2008-09 시즌에 캐나다로 건너가 북아메리카 아이스하키를 접했다. 이후 온타리오 하키 리그 팀이자 캐나다 주니어 아이스하키팀인 벨빌 불스와 윈저 스핏파이어스, 킹스턴 프런트낵스에서 뛰었다. 2010년 NHL 드래프트에서 전체 112위로 워싱턴 캐피털스의 지명을 받았고, 2018년 NHL 플레이오프에서 워싱턴 캐피털스 선수로서 독일 태생 골텐더로는 처음으로 스탠리 컵을 차지했다. 이후 콜로라도 애벌랜치로 이적하여 3년간 뛰다가 2021년에 신생 팀인 시애틀 크라켄으로 이적했다.
독일 아이스하키 국가대표팀의 일원으로 활동하며, 각 연령별 대표팀을 거쳐 성인 국가대표팀 소속으로 뛰고 있다.